# صفيح

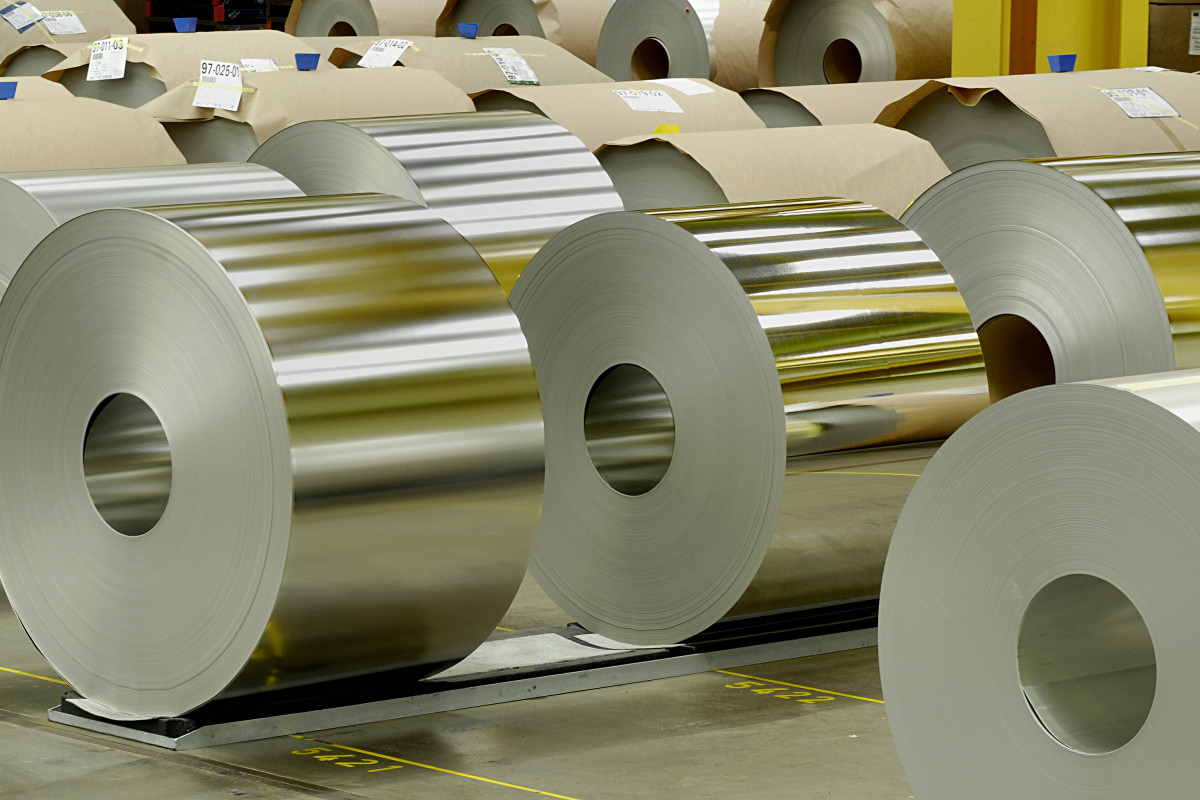
لفات صفيح بأسطح من معتم إلى شديد اللمعان.

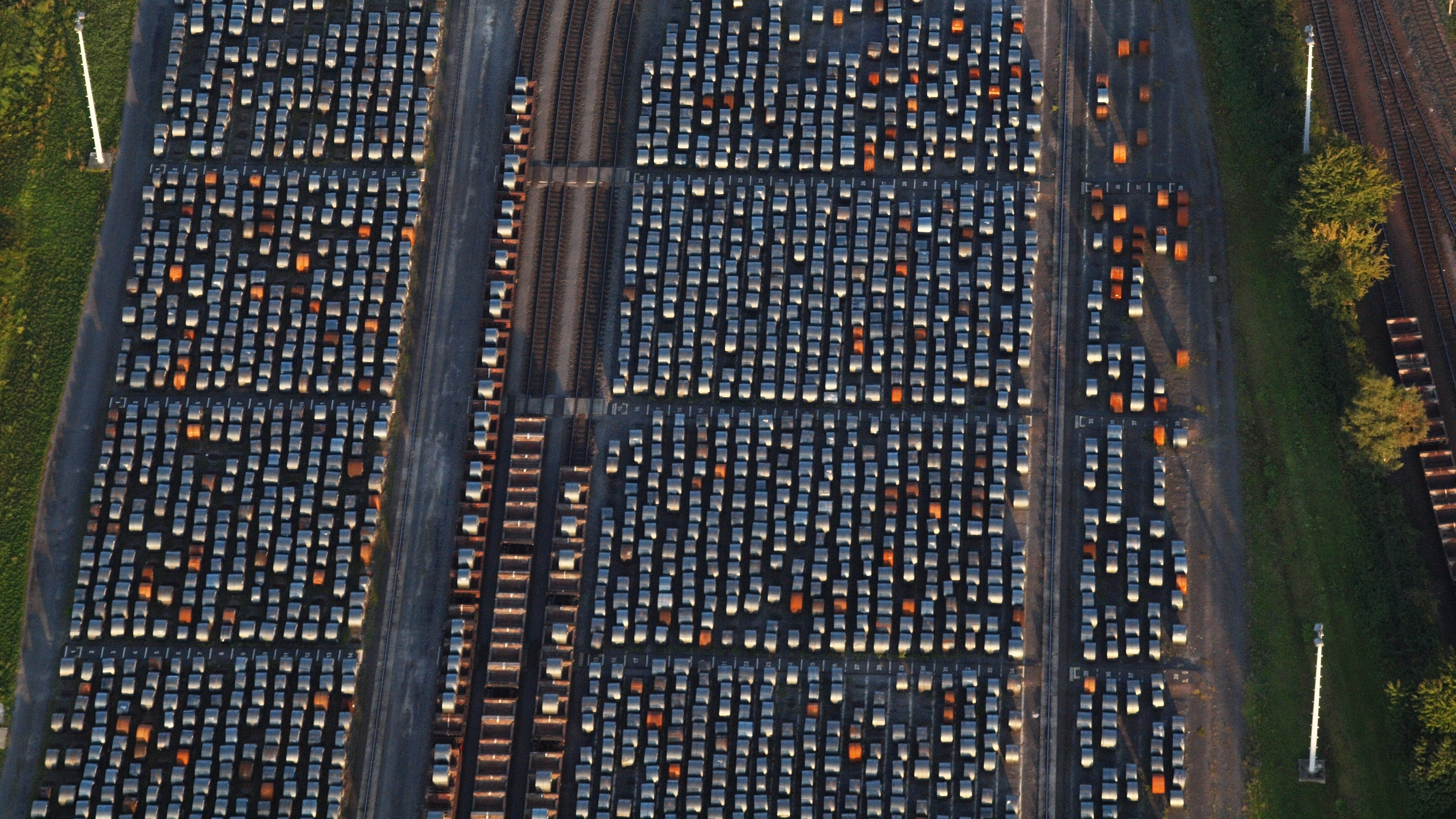
Andernach ، ThyssenKrupp Rasselstein GmbH ، متجر الشريط الساخن ، مواد البدء لإنتاج الصفيح المقصدري

الصفيح المقصدر عبارة عن لوح رفيع من الفولاذ المدلفن على البارد، ومغطى بالقصدير على سطحه. يتراوح سمك الصفيحة حاليًا من 0.1 إلى 0.5 مم مشترك. الغرض الرئيسي من التغليف هو الحماية من الصدأ والتآكل.
حتى منتصف القرن العشرين كان الصفيح يصنع بالغمس الساخن حيث يتم وضع القصدير في حالة منصهرة، شائعًا في القرن التاسع عشر. مع التعليب بالكهرباء اليوم، لم يصبح الطلاء أكثر تجانسًا فحسب، بل أصبح أيضًا أرق كثيرًا، مما يوفر المواد الخام والتكاليف في نفس الوقت.

## التاريخ
تطورت العمليات التقنية على مر القرون. تغيرت عملية التصنيع من الدرفلة على الساخن إلى الدرفلة على البارد وعملية التعليب من الغمس الساخن إلى التعليب بالتحليل الكهربائي.
في 17/18 في القرن التاسع عشر، كان لا يزال يتم إنتاج الصفائح المعدنية من قبل صانعي الصفائح المعدنية المزعومة في ألواح أصغر، مخللة في نخالة الجاودار ومعلبة عن طريق الغمر في القصدير السائل.
في 18/19 في القرن التاسع عشر، لم يتم إنتاج الصفيح المقصدري في البداية إلا بكميات كبيرة في إنجلترا، حيث كان التقدم التقني هائلاً في موطن الثورة الصناعية. تم إدخال غلاية الدهون هنا في وقت مبكر من عام 1745 ومن عام 1806 تم تخليلها بالفعل بحمض الهيدروكلوريك المخفف.
منذ القرن التاسع عشر في القرن التاسع عشر، ارتبط تاريخ إنتاج الصفيح ارتباطًا وثيقًا بتاريخ علبة الصفيح. مع تطورات نيكولاس أبيرت، الذي حصل على براءة اختراع لحفظ الطعام عن طريق التعقيم الحراري في عام 1810، وعملية الإنجليزيين بيتر دورانت و «أوغسطس دي هاين» لتخزين الطعام في علب خفيفة، زاد الطلب على الصفيح بشكل كبير.
كانت عملية الدرفلة على البارد موجودة منذ عام 1816 وعملية تشكيل الصفيح بالقصدير عن طريق التلدين في أفران التلدين منذ عام 1829. ازداد سمك الصفائح المعدنية منذ القرن الثامن عشر. القرن حتى الآن انخفض بشكل مطرد. تم تشغيل أول مصنع للتعليب الشريطي بالكهرباء في عام 1934 - مما جعل طلاء أرق بكثير ممكنًا.

## الصفيح في ألمانيا
كانت معالجة الصلب إلى صفيح في القرن التاسع عشر. يعتبر القرن عاملاً اقتصاديًا مهمًا، خاصة في مناطق نهر الراين، في القرن العشرين قرن في راينلاند بالاتينات اليوم. اليوم، يلعب الصفيح المقصدري دورًا ثانويًا في ألمانيا.

### القرن 18
في أوائل القرن الثامن عشر، في بداية الثورة الصناعية، لم يكن إنتاج الصلب يتركز بعد في منطقة الرور إلى الحد الذي أصبح عليه لاحقًا. في المناطق الواقعة على نهر الراين، وخاصة منطقة حوض نويفيد شرق كوبلنز، كان هناك عدد قليل من شركات تصنيع الصلب مثل Bendorf Sayn Ironworks (Bendorfer Hütten ، Sayner Hütte) أو Rasselstein ، التي قام بها رجل الأعمال Carl Wilhelm Remy بيعت للأمير الكسندر في عام 1784 تم شراء جراف زو فيد. في عام 1769، تم درفلة أول صفائح ألمانية من الصلب في راسيلشتاين.

### القرن 19
في عام 1824، نجحت عائلة ريمي في تشغيل أول أعمال فولاذية للبرك في أعمالهم الخاصة في Rasselstein . وبفضل التطورات التقنية في منشأة الإنتاج، يمكن استخدام أول خط سكة حديد ألماني من نورمبرغ إلى فورث في عام 1835. وجاءت قضبان هذا أيضًا من Rasselstein. منتصف التاسع عشر في منتصف القرن التاسع عشر، بدأ الإنجليزي جون بلاير في بناء مصانع ألبيون للحديد والصلب وإنتاج الصفيح المقصدري. بعد أن أغلق الشركة في عام 1856، بدأت عائلة ريمي في إنتاج الصفيح المقصدري في مصنع Rasselstein.
بالإضافة إلى أعمال راسيلشتاين، قامت شركات أخرى في ألمانيا، مثل Dillinger Hütte ، بإنتاج الصفيح المقصدر. في ستينيات القرن التاسع عشر، تم تأسيس «شركة مبيعات صفيح» في ألمانيا، حيث كان من المقرر تجنب المنافسة الألمانية الداخلية عن طريق الاندماج في كارتل وكان من المقرر تحقيق وضع أفضل مقارنة ببريطانيا العظمى.

### القرن 20
مع تعدين الفحم الصلب في منطقة الرور، كان هناك أيضًا تغيير هيكلي في المناطق الأخرى على نهر الراين حول منطقة كوبلنز، حيث تحول معظم إنتاج الصلب إلى ما يعرف الآن بولاية شمال الراين وستفاليا الفيدرالية. في العشرين في القرن التاسع عشر، كان الصفيح المقصدري لا يزال يُصنع في مواقع مختلفة في ألمانيا، على سبيل المثال في Knowledge  وAndernach في ما يعرف الآن باسم راينلاند بالاتينات، حيث أحدث تطوير عملية الصفيح كهربائياً للصفيح في عام 1934 ثورة في عملية التصنيع.
بعد الحرب العالمية الثانية، كان مقر مصنعي الصفيح الوحيد في ألمانيا في راينلاند بالاتينات. مع حجم مبيعات سنوي قدره 7292 مليون يورو في عام 2010، تعد صناعة المعادن واحدة من ثالث أكبر القطاعات الصناعية في راينلاند بالاتينات من حيث حجم المبيعات. تعد شركة ThyssenKrupp Rasselstein أحد أكبر الشركات في منطقة Koblenz في إنتاج الصفيح.

## الجوانب التقنية

### الحماية من التآكل
طبقة من القصدير 0.3 ميكرومتر تقريبًا، والتي تقابل حوالي 2 جم / م 2، تكفي لحماية الفولاذ من التآكل عن طريق إحكام غلقه. الزنك والكروم أقل نبلاً من الناحية الكهروكيميائية من الفولاذ. على عكس القصدير، فإنها توفر حماية كهروكيميائية إضافية ضد التآكل. ومع ذلك، فإن الزنك غير مستقر للأحماض والأطعمة الحمضية، ومركبات الكروم سامة. تعتبر مركبات القصدير سامة إلى حد ما، ولكن في حالة تلف طبقة القصدير الواقية وتكوين عنصر محلي، يتآكل الحديد الأساسي أولاً وتتشكل أملاح الحديد غير الضارة. لذلك فإن الصفيح المقصدري مناسب أيضًا لتخزين الأطعمة المائية في علب. ومع ذلك، عند تعرضها للهواء، يمكن إطلاق أيونات القصدير. لذلك غالبًا ما تكون علب الصفيح مطلية أو مغطاة بورق الألمنيوم من الداخل.

### الاستخدامات
يتم استخدام حوالي 90 بالمائة من الصفيح المصنوع في ألمانيا لتصنيع العبوات. وهذا هو سبب تسميته أيضًا بصلب التغليف. المجالات الرئيسية لتطبيق تعبئة الفولاذ في المجالات الأربعة التالية:
- علب الصفيح للطعام وأغذية الحيوانات الأليفة (حوالي 44 بالمائة)
- التعبئة والتغليف للمنتجات التقنية الكيميائية وعلب الرش للأيروسولات (حوالي 22 في المائة)
- الغطاءات: أغطية البرطمانات الزجاجية والخزفية والزجاجات (حوالي 18 بالمائة)
- علب المشروبات (حوالي 16 بالمائة).

بالإضافة إلى ذلك، يتم استخدام الصفيح المقصدري، على سبيل المثال، لإنتاج (أصبح الآن نادرًا إلى حد ما) لعب الأطفال وعلب المجوهرات.
مجالات التطبيق الأخرى للصفيح المقصدري هي التوصيلات، وملامسات البطارية، وأغلفة البطاريات وأغلفة الحماية في الهندسة الكهربائية والإلكترونيات، لأن الصفيح المقصدري يمكن لحامه بتدفقات خالية من الأحماض.

### إعادة التدوير

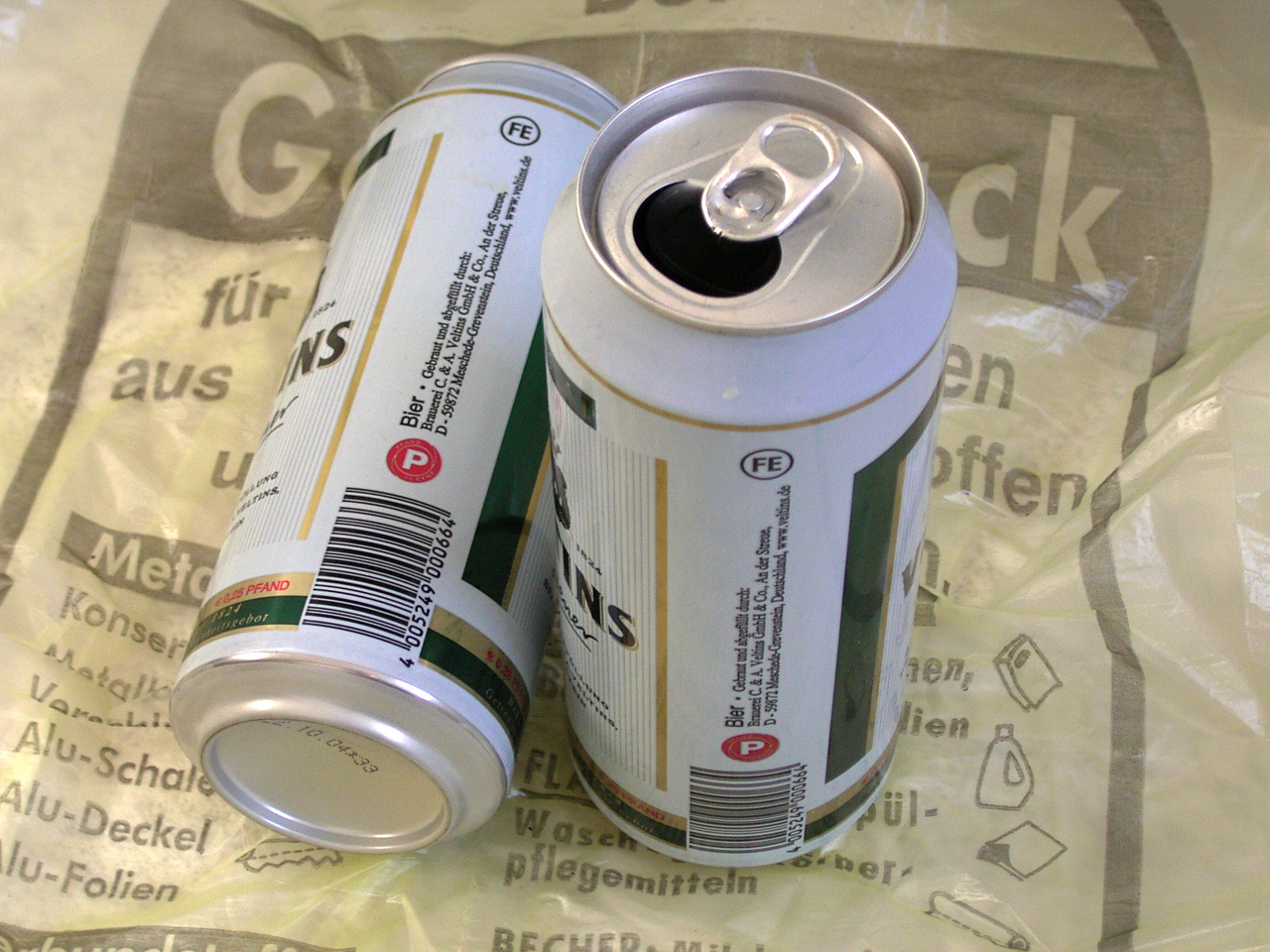
علبة من الصفيح ذو غطاء من الألومنيوم

بلغ معدل إعادة تدوير الصفيح المقصدري في ألمانيا 93.3 بالمائة في عام 2014. هذا هو أعلى معدل إعادة تدوير لجميع مواد التعبئة والتغليف. ومع ذلك، فإن إعادة التدوير تسبب مشاكل: طبقات الطلاء والنسيج المتبقي مزعجة ولا يمكن استعادة القصدير إلا إذا كانت خردة الصفيح خالية من الألمنيوم. تتم إزالة القصدير كهربائيا في الصودا الكاوية الساخنة.
بعد حرق النفايات ب. لم تعد علب الصفيح التي تم استعادتها بواسطة فاصل مغناطيسي تحتوي على أي بقايا عضوية، ولكنها أيضًا لا تحتوي على قصدير معدني: يُفقد القصدير الغالي هنا أيضًا. يمكن استخدام هذه العلب (صهرها) في إنتاج الصلب. لا يسمح المحتوى العالي من الكبريت الناتج عن الحرق بإعادة استخدام مكافئ.

## السوق
سوق الصفيح المقصدري هو سوق متخصص نموذجي. إنها تعاني من تقلبات قوية في المواد الخام وتكاليف الطاقة وفي بعض الأحيان من الطاقة المفرطة.

## المؤلفات
- كلاوس بيترز: 200 عام من Rasselstein ، مساهمة في تاريخ الصفائح المعدنية الدقيقة. مصانع الصلب والدرفلة Rasselstein / Andernach AG، 1960.
- صناعة الحديد والصلب في حوض فيدر. نظرة عامة على التطور التاريخي باستخدام مثال Concordia Hütte و Sayner Hütte و Rasselstein. رابطة مصانع الحديد الألمانية، 1987.
- قطعة من التاريخ الصناعي الألماني. 225 عاما لراسيلشتاين. من Grafen zu Wied إلى Remys ، أدى التطور إلى «عائلة قوية من المساهمين» اليوم «لؤلؤة» مجموعة Thyssen. في: stadtmagazin - الحياة في نويفيد. المجلد 12، 1985، العدد 9، الصفحات 10-15.

## روابط إنترنت
- معلومات من ThyssenKrupp Rasselstein GmbH بشأن إنتاج الصفيح المقصدري